# Elhárító mechanizmus
A pszichológiai szakirodalomban a védekezési (énvédő) mechanizmusok vagy (el)hárító mechanizmusok tudattalan lelki működések. Funkciójuk megakadályozni az „én”-t személyesen negatívan érintő, az önértékelést fenyegető, szorongáshoz, stresszhez vezető felismeréseket. Miközben az énképet jótékonyan védik a hibáival való bántó szembesüléstől, eltorzíthatják a valóság megfelelő érzékelését. A pszichológia pszichoanalitikus irányzatának képviselői vizsgálták meg, megfigyeléseik alapján írták le, nevezték el azokat.

## Anna Freud
Anna Freud (1895-1982) az elhárító mechanizmusok kifejezést azokra a tudattalan stratégiákra alkalmazta, amelyek segítségével az egyén a pszichés feszültségeit csökkenteni, megszüntetni igyekszik.

## Elhárító mechanizmusok

### Tagadás
A tagadás a zavaró érzések, impulzusok, vágyak jelentéktelenítése és aktív kiutasítása a tudatból. Ezután csak annyi nyoma marad, ha netán ezek létét valaki szóba hozza, azt igazságtalan vádként éli meg az egyén, és ez dühöt vált ki benne. A tagadás távolságot tart az egyén és élményei között, de nem old meg problémákat.
A tagadás "adott esemény bekövetkeztének vagy adott állapot fennállásának elutasítása" (Carver & Scheier, 2006, pp. 233). Erre példa, amikor a gyermekét a háborúban elvesztő édesanya úgy teszi, mintha az még élne. Ahogy egyre több tapasztalatot gyűjtünk a világról, a tagadás egyre nehezebbé válhat, viszont ettől függetlenül minden életkorban előfordul. Felnőttkorban erre az egyik leghétköznapibb példa lehet, amikor az alkoholisták tagadják függőségüket. 
Ez az elhárító mechanizmus és az elfojtás egyaránt elzárja a tudatosság elől a személy számára nehezen feldolgozható dolgokat, forrásaik tekintetében azonban különböznek egymástól. 

### Disszociáció
Arra való törekvés, hogy az egyén egymással összefüggésben lévő, összetartozó érzéseket, érzelmeket, élményeket szétválasszon és külön próbálja meghatározni. A működés fő célja, hogy az egyén ezzel elkerülje az ambivalencia átélését. Szélsőséges használatának eredménye a valóság torzult felfogása.

### Projekció
Az egyén saját el, vagy fel nem ismert érzéseit másoknak tulajdonítja, illetve azokat másokban véli meglátni. Ezáltal lehetőségünk nyílik arra, hogy az önmagunkban elfogadhatatlannak látott dolgokat elrejtsük, de közben kifejezésre juthatnak ezek a tartalmak. Erre példa lehet, amikor egy házas asszony más férfi iránt érez vonzalmat, ezért párját gyanúsítja a csábítással. 
A projekciónak két célja van. Az egyik az, hogy felszínre hozza az ösztönén vágyait, ezzel felszabadítva azt az energiát, amit az elfojtás felemésztene. Másik pedig az én védelme – a túl veszélyesnek mutatkozó érzelmek miatti szorongás csökkentésével. 

### Intellektualizáció
Célja: érzelmi eltávolodás a kellemetlen érzés, gondolat okozta stresszhelyzettől. Lényege, hogy a személy a fenyegető dolgokról hideg, tárgyilagos, tudományoskodó módon kezd el gondolkozni, így az ahhoz kapcsolódó érzelmeket eltávolítja tőle ezzel távol tartva magát a szorongástól. Például amikor valaki megtudja, hogy egy családtagja súlyos betegségtől szenved és erre úgy reagál, hogy beleássa magát a betegség tüneteinek/kezelésének/jellemzőinek feltárásába. Ezzel akadályozza meg azt, hogy átadja magát az elkeseredésnek. 

### Fantáziatevékenység
1. Nappali álmodozás, olyan élethelyzetek szituációk elképzelése (barátság, meghittség, korlátlan siker, szépség, hatalom), melyek kellemes érzésekkel legtöbbször megelégedettség érzését keltik.
2. A biológiai eredetű késztetések (éhség, szexualitás stb.) mentális reprezentációi (tudattalan fantáziák). 

### Izoláció
Gondolatok, viselkedéselemek, érzések leválasztása egy adott eseményről. Ez indulatok nélkül segít visszagondolni a történtekre, azonban ez csapda is lehet, mert azt az érzést nyújthatja, hogy már megoldottuk a helyzetet. 

### Hasítás
Kezdetleges (primitív) disszociatív mechanizmus, leggyakrabban a tagadással és a projekcióval társul. Célja, hogy leegyszerűsítő módon "feketének vagy fehérnek" lássa a világot azért, hogy elkerülje a helyzetek bonyolultságából származó feszültséget. Ebből fakadóan két részre osztja a környezete pszichológiai tárgyait, azaz környezete személyeit pozitív és negatív szempontok szerint két egymással ellentétes csoportra – pl.: „jók”-ra és „rosszak”-ra – osztja. Ezután a pozitív csoportba tartozó személyekben általában megbízik, és ez a biztonság érzetét nyújtja számára, a negatív csoport felé tanúsított bizalmatlanság és óvatos magatartás pedig szintén a biztonságérzetet, így a komfortérzést szolgálja.

### Passzív agresszió
A személy elfojtja magában egy másik emberrel kapcsolatos harag, gyűlölet érzéseit, de tudattalanul úgy viselkedik, hogy a másikban kellemetlen érzéseket, bűntudatot kelt. Ilyen módon tud megnyilvánulni a fel nem vállalt konfliktus, illetve a rejtett agresszió.

### Acting outvagy kiélés
Valamilyen nem tudatos szándék vagy konfliktus cselekvési kifejeződése, pl.: motiválatlannak tűnő cselekedetek, hirtelen indulatkitörések, helyzethez nem illő düh, a düh feletti kontroll hiányával, erőszakos szexuális cselekedetek, családtagok ellen elkövetett bűncselekmények. Mivel a viselkedés kívül esik a tudati tükrözésen, a kívülálló megfigyelő számára úgy tűnik, hogy az acting outhoz nem társul bűntudat.

### Leértékelés
Az egyén nagyobbnak és fontosabbnak tekinti (és éli meg) magát a többieknél. A gyenge önértékelése miatt feltételezi hatalmasságát, mindenhatóságát és értékeli le a többieket. A külső megfigyelő számára ez a viselkedés sokszor hiúságként, nagyképűségként, kiválasztottsági érzésként fogalmazódik meg.

### Elfojtás
Az elfojtás lényege a személy számára félelmet vagy fájdalmat keltő memóriatartalmak kiutasítása a tudatból. Ez lehet tudatos is, amikor egy személy akaratlagosan próbál egy gondolatot távol tartani a tudatosságtól (például ha valami kellemetlen dolgot tettünk, akkor próbálunk nem gondolni rá, így egy idő múlva már lehet, hogy nem is tudjuk felidézni). Az elfojtás fontos szerepet játszik abban, hogy elfojtsa az ösztönénimpulzusokat, valamint a többi fájdalmas gondolatnál is alkalmazható. Ezen fájdalmas/fenyegető gondolatoknak lehet több forrása is az ösztönén impulzusain kívül, például a személy saját hibája (nem húzza ki a vasalót mikor elmegy otthonról), önmagunkkal való elégedetlenség, lenézett csoporthoz való tartozás, stb. 
További két jellegzetessége, hogy egyrészt az elfojtás tárgya függ a felettes énben található értékektől valamint attól, hogy milyen tettek érdemelnek büntetést, másrészt az elfojtás nem feltétlenül tökéletes, ez esetben részleges elfojtásról beszélünk. 

### Introjekció vagy bevetítés
Külső tulajdonságok, erények magunkra vonatkoztatása. Az egyén azonosul egy pozitív figurával, vagy annak tulajdonságaival. Ezenfelül bevetítés az is, ha az egyén saját tulajdonában lévő olyan dologgal, vagy dolgokkal azonosul, melyre büszke. Például: ha valaki megdicséri egy személy munkája eredményét, és ez neki jól esik.

### Racionalizáció
Avagy önáltatás. Ha a személy olyan helyzetbe kerül, amelyben objektív szempontból negatív következtetéseket is fontos lenne levonni önmagára nézve, ennek ellenére a valóságot eltorzítja. Nem arra törekszik, hogy önmagáról való hiedelmeit, vélekedéseit összhangba hozza a valósággal, hanem éppen ellenkezőleg, megfelelő szemüveget (vagy szemellenzőt) keres ahhoz, hogy a valóság tűnhessen fel oly módon, mint ami az eset előtti, azóta megingott énképével, elképzeléseivel összhangban van. Pl: ha egy személy súlyos kritikát, elmarasztaló véleményt kap, a kritikában vagy véleményben foglaltak átgondolása helyett a racionalizáció esetében inkább támadja azt. Ekkor az összes körülményt figyelembe véve igyekszik az állítás hitelességét, valósságát megkérdőjelezni.
Más szóval: Ha az egyén valamely döntése nem észszerű (racionális), nem a döntését, hanem a tényeket változtatja meg, ferdíti el oly módon, hogy a döntése immár észszerűnek tűnjön.

### Regresszió
Időleges visszatérés korábbi, primitívebb lelki működésekhez. Ilyenkor az érettebb megküzdési stratégiák helyett egy primitívebbet alkalmazunk. 
A fejlődés során egyes személyek fixálódhatnak bizonyos szakaszokon. Ez azért alakulhat ki, mert ekkor tökéletesen kielégítésre kerültek a szükségletek, és a regresszió során ebbe a leghatékonyabb szakaszba tér vissza. Az a felnőtt például, aki az orális szakaszon fixálódott a stresszel úgy fog megküzdeni, hogy többet dohányzik, eszik és iszik. Ez a stratégia életkortól függetlenül bármikor megjelenhet, felnőttkorban viszont inkább már szimbolikus a megjelenési formája és nem az adott életkornak megfelelő viselkedés jellemzi, mint a gyerekeknél. 

### Reakcióképzés
A reakcióképzés vagy kompenzáció az önmeggyőzés illetve „önbecsapás” egyik módja. Az egyén önmaga elől úgy rejti el valamely késztetését, hogy ellenkező irányú motivációt fejez ki. Például: egy anya úgy érzi nem tudja eléggé elfogadni fogyatékos gyermekét, ezért túlságosan engedékeny, vagy gondoskodó lesz vele szemben azért, hogy meggyőzze önmagát arról, hogy ő valójában jó anya.
Freud szerint gyakran nehéz annak eldöntése, hogy reakcióképzésről van-e szó vagy valós érzelmekről. Ennek eldöntésében a reakció erőssége lehet segítségünkre, vagyis ha valaki nyilvánvalóan túlzásokba esik akkor valószínűsíthető, hogy ez az elhárító mechanizmus áll a háttérben. 
A reakcióképzés alkalmazható a hozzánk közelálló személyekre is, például ha a szerelmünk hibáit erényeknek kezdjük el tekinteni.  

### Szimpatizmus vagy sajnáltatás
Az egyén saját erejéből el nem érhető céljai elérését a környezete részvétének, sajnálatának manipulatív kiprovokálásával próbálja megvalósítani.

### Helyettesítés
Egy érzés vagy érzelem másikra váltása, kicserélése (mással helyettesítése).

### Szublimáció
Olyan - nem tudatos - lelki folyamat, amelynek során egy belső késztetés (ösztönkésztetés) eredeti céljától eltérül és kerülő úton találja meg a kielégülést. Így lehet egy eredetileg szexuális késztetésből barátság vagy agresszív, szadisztikus késztetésből társadalmilag értékes tevékenység - hentes, mészáros, sebészorvos.

### Eltolódás
Ha egy céltárgy például fenyegető és nem vezethető le rajta a stressz, azt egy kevésbé fenyegetővel behelyettesítve csökkenthető a szorongás. Erre jó példa, amikor egy diák mérges az egyik tanárára, de dühét nem rajta vezeti le, hanem a tanárral egyetértő ismerősén. 

### Testi szomatizáció
A szorongás (vagy más konfliktusok, el nem fogadott késztetések) testi tünetekben történő megnyilvánulása.

### Humor
Kellemetlen vagy éles helyzetek "tompítása" derűs hangulat keltésével. A humor és a szublimáció a legmagasabb (legérettebb) énvédő mechanizmus. 

## Lásd még
- Pánikbetegség
- Pszichoanalízis
- Pszichológia

### Bibliográfia
- Az én és az elhárító mechanizmusok Anna Freud The ego and the mechanisms of defence Budapest 1996 137 p. 24 cm (Párbeszéd könyvek) ISBN 963-7976-11-6
- Addictions and the Quest to Control the Object Robert Waska. American Journal of Psychoanalysis. New York: Mar 2006. Vol. 66, Iss. 1; p. 43
- Learning to Recognize Ego Defense Mechanisms: Results of a Structured Teaching Experience for Psychiatric Residents Thomas P Beresford. Academic Psychiatry. Washington: Nov/Dec 2005. Vol. 29, Iss. 5; p. 474 (5 pages)
- Standardized and clinical evaluation of defense mechanisms: a critical review of 6 quantitative tools Soultanian C, Dardennes R, Mouchabac S, Guelfi JD. Canadian Journal of Psychiatry [NLM – MEDLINE]. Oct 2005. Vol. 50, Iss. 12; p. 792
- Crystallized Intelligence versus Fluid Intelligence. Kay J. Psychiatry [NLM – MEDLINE]. Spring 2005. Vol. 68, Iss. 1p. 9
- A study of psychoanalytic process in a single case study by Kagan, Denise G., Ph.D., Adelphi University, The Institute of Advanced Psychological Studies, 2005, 124 pages; AAT 3166882
- The Measurement of helplessness and emotional rection used as defense mechanisms by Burdsal, Charles Albert, JR., Ph.D., Texas Tech University, 1971, 149 pages; AAT 7125615
- Carver, C. S., & Scheier, M. F. (2006). Személyiségpszichológia. Osiris Kiadó, Budapest